# Contea di Clark (Wisconsin)
La contea di Clark (in inglese, Clark County) è una contea dello Stato del Wisconsin, negli Stati Uniti. La popolazione al censimento del 2000 era di 33 557 abitanti. Il capoluogo di contea è Neillsville.